# Dumitrița Turner

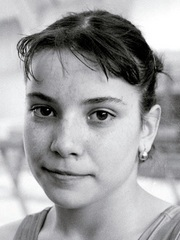
Dumitrița Turner

Dumitrița Turner (* 12. Februar 1964 in Gheorghe Gheorghiu-Dej) ist eine ehemalige rumänische Kunstturnerin.
Wegen einer Verletzung hatte sie nur eine kurze Sportkarriere. 1979 nahm Turner zum ersten Mal an den Weltmeisterschaften teil. In Fort Worth gewann sie mit Nadia Comăneci, Rodica Dunca, Emilia Eberle, Melita Rühn und Marilena Vlădărău den ersten rumänischen Weltmeister-Titel der Geschichte im Mannschaftsmehrkampf. Außerdem wurde sie als erste Rumänin Weltmeisterin im Sprung.
Bei den Olympischen Spielen 1980 in Moskau konnte Turner mit der rumänischen Mannschaft die Silbermedaille gewinnen. 1981 wurde sie bei den Weltmeisterschaften mit der Mannschaft Vierte. Bei der Universiade, die im selben Jahr im heimischen Bukarest stattfand, gewann sie mit der rumänischen Equipe Gold.
Nach ihrer aktiven Zeit blieb sie dem Turnen erhalten und wurde Trainerin, zuerst in Onești, 1994 in Guatemala und später in Australien.